# Чечвий, Виктор Степанович
Виктор Степанович Чечвий  (1960—1999) — заместитель командира батальона ОМОН ГУВД Свердловской области, майор милиции, участник первой и второй чеченской войны, Герой Российской Федерации (2000).

## Биография
Родился 23 февраля 1960 года в деревне Пушкарёво Сладковского сельского поселения Слободо-Туринского района Свердловской области.
С 1979 по 1981 год проходил срочную службу в Вооружённых силах СССР — в 61-й отдельной Киркенесской бригаде морской пехоты Северного флота.
В органах внутренних дел служил с декабря 1982 года, первое место службы — городской отдел внутренних дел города Берёзовский Свердловской области. Одним из первых пришёл в созданный в декабре 1988 года Отряд милиции особого назначения ГУВД Свердловской области и служил в нём до конца своей жизни. Занимал должности от командира взвода до заместителя командира батальона. В 1993 году командирован в Северную Осетию в связи с осетино-ингушским конфликтом. За период с 1994 по 1996 год четыре раза выезжал в длительные служебные командировки в Чеченскую Республику, воевал в Первой чеченской войне. В августе — сентябре 1999 года командирован в Карачаево-Черкесскую Республику.

### Участие вовторой чеченской войне
С 16 декабря 1999 года находился в своей пятой командировке в Чеченскую Республику. Штурмовая группа ОМОН Свердловской области под командованием Чечвия совместно с батальоном Отдельной бригады оперативного назначения внутренних войск МВД России получила задачу по освобождению от боевиков жилого массива в Старопромысловском районе Грозного, между улицами Красина и Кировоградской. При выдвижении в район улиц Красина и Кировоградской омоновцы с самого утра подверглись снайперскому и массированному стрелковому огню врага. Чечвий быстро оценил обстановку и, определив опасные направления, организовал ответные действия. К полудню был уничтожен укреплённый опорный пункт на улице Красина и было подавлено свыше десяти огневых точек противника. При этом две из них Чечвий уничтожил лично.
Когда в приданном их батальону подразделении внутренних войск появился раненый, Виктор Степанович, рискуя жизнью, на себе вынес его из-под обстрела и оказал первую помощь. Бой же к середине дня продолжился. В районе улиц Кировоградская и 2-я линия был обнаружен еще один опорный пункт противника. Виктор Чечвий принял решение силами штурмовой группы ОМОН обойти его с фланга и подавить. Но при выдвижении на исходную позицию группа подверглась сосредоточенному миномётному обстрелу противника. Виктор Степанович получил множественные осколочные ранения в ноги. Огнём из автомата он прикрывал отход личного состава штурмовой группы из опасного района, при этом был смертельно ранен в голову осколком очередной мины. Скончался при эвакуации из района боевых действий.
Указом Президента Российской Федерации № 734 от 26 апреля 2000 года за мужество и героизм, проявленные при выполнении служебного долга в ходе контртеррористической операции в Северо-Кавказском регионе, майору милиции Виктору Степановичу Чечвию присвоено звание Героя Российской Федерации (посмертно).

## Награды
- Герой Российской Федерации (26 апреля 2000 года), медаль № 639.
- Орден Мужества
- Медаль ордена «За заслуги перед Отечеством» II степени
- Медаль «За отвагу»
- Другие медали.

## Память
Именем Виктора Степановича Чечвия названа улица в городе Берёзовский, школа № 23 в посёлке Кедровка Берёзовского городского округа, военно-патриотический клуб в городе Берёзовский.
В Екатеринбургском музее военно-морского флота установлена мемориальная доска.
В 2014 году выпущена почтовая марка (тираж 215 000 экземпляров, номинал 15 рублей) с портретом В. С. Чечвия. Дизайнер марки — А. Дробышев.